# Пам'ятник Незалежності (Виборг)

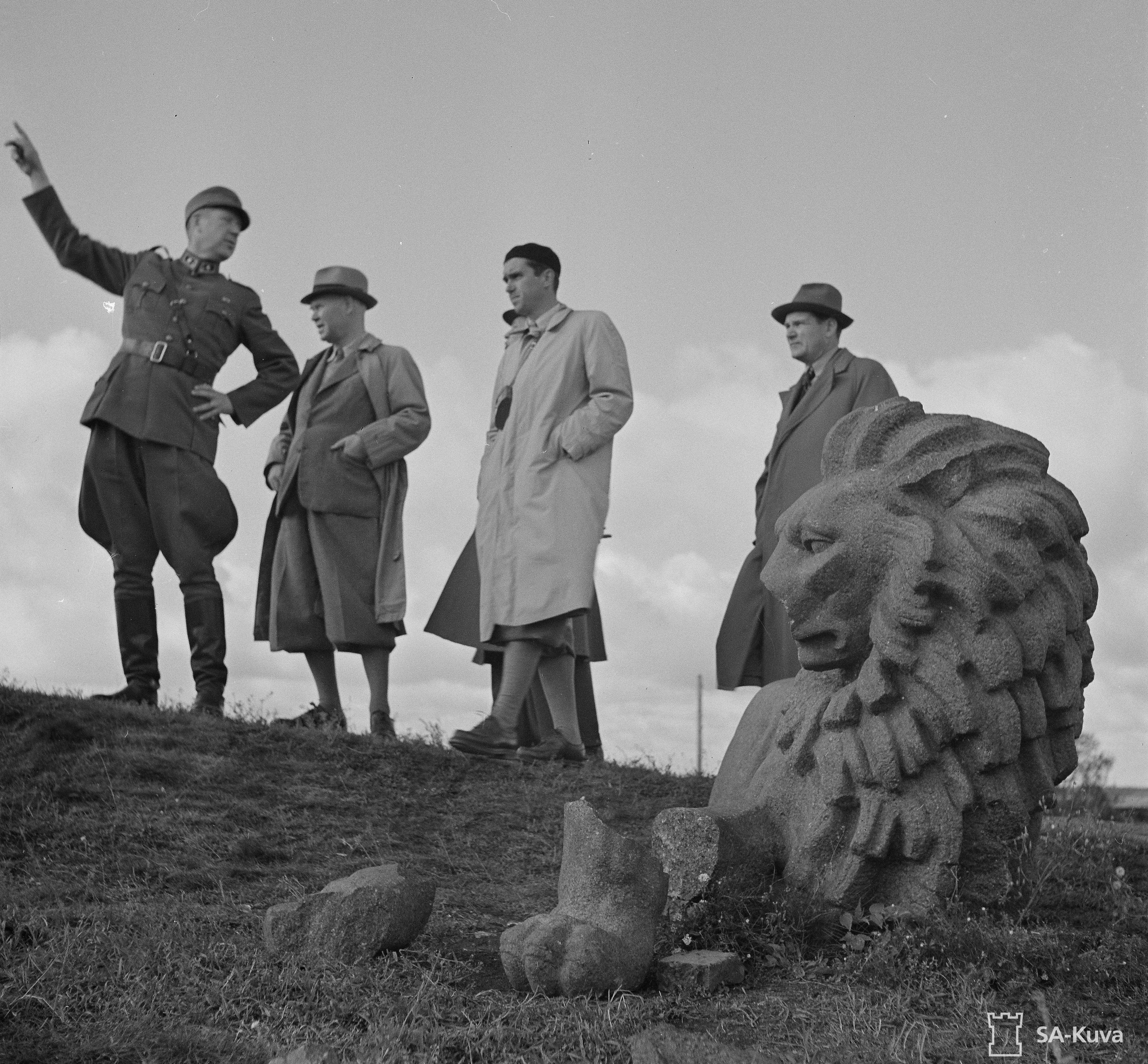
Фінські військові біля уламків пам'ятника у 1942

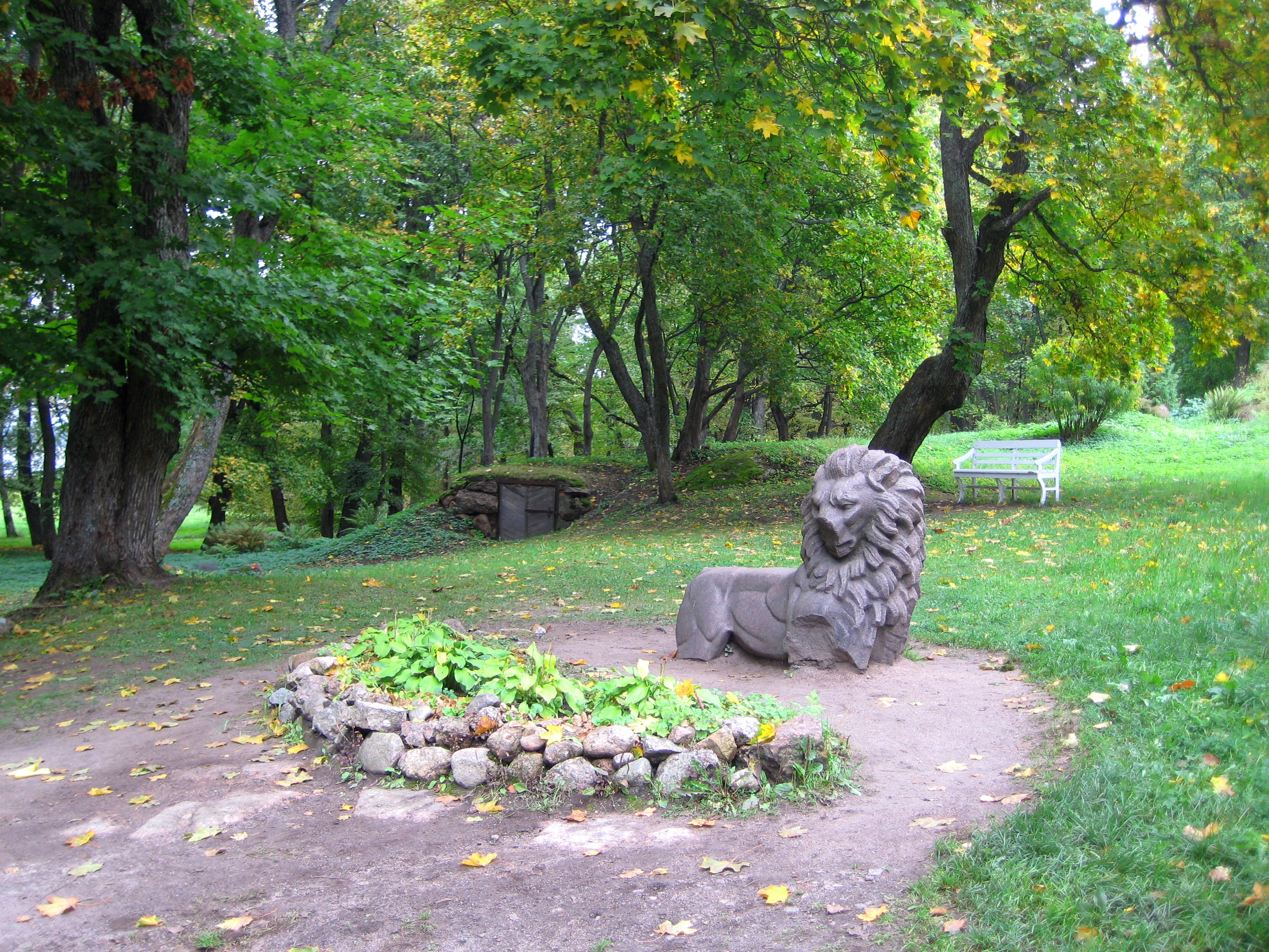
Уламок пам'ятника у парку Монрепо

Пам'ятник Незалежності Фінляндії (фін. Itsenäisyyden leijona) — гранітна скульптура лева на високому постаменті з гербом Виборзької губернії в правій лапі, що розташовувалася в 1927—1940 на місці пам'ятника Петру I в Петровському парку міста Виборгf.

## Історія
Встановлено у 1927 на честь десятиліття проголошення незалежності Фінляндії. Поставити пам'ятник на вершині скелі, на місці знесеної статуї російського імператора, запропонував уродженець Виборга генерал-майор В. А. Теслефф, ним же пожертвовано гроші на створення скульптури (близько ста тисяч фінських марок). Як символ незалежності Фінляндії скульптор Й.Г. Фінне вибрав лева, що спирається правою лапою на герб Виборзької губернії (герб фінської Карелії — дві руки, що виходять знизу: праворуч у латах, що тримає прямий меч, зліва в кольчузі, що тримає криву шаблю; над руками корона). На чотириметровому гранітному постаменті було викарбовано напис: SUOMEN ITSENÄISYYSJULISTUKSEN MUISTOKSI 6 · XII · 1917 («На згадку про незалежність Фінляндії 06.12.1917»).
Після Радянсько-фінляндської війни (1939—1940) радянськими військовими на історичне місце повернули пам'ятник Петру I, а пам'ятник Незалежності скинутий зі скелі.
Під час падіння гранітна скульптура розкололася, відвалилися лапи. Однак у 1941 уламки скульптури знову встановлені у парку фінськими військовослужбовцями, які вдруге скинули пам'ятник Петру I після заняття Виборга в ході Німецько-радянської війни. Після того, як в результаті Виборзької операції в місто повернулися радянські війська, найбільший уламок пам'ятника був заритий у парку Монрепо, де і був виявлений співробітниками парку в 1989.
Нині він знаходиться перед будинком дирекції Монрепо. А уламок постаменту з написом є експонатом музею «Виборзький замок».